# Carl Schurz

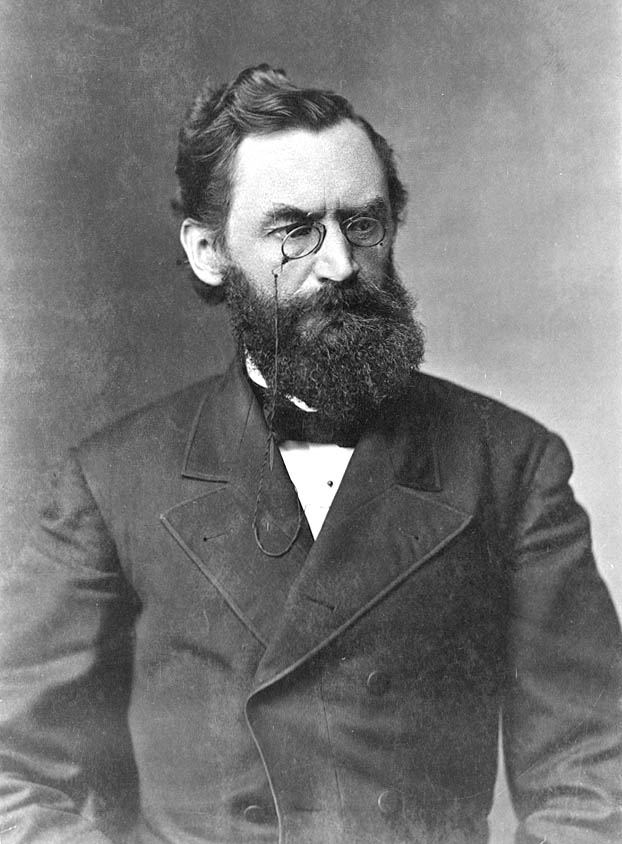
Carl Schurz, kurz nach seiner Amtseinsetzung als Innenminister der USA, 1877

Carl Christian Schurz (* 2. März 1829 in Liblar, Preußische Rheinprovinz; † 14. Mai 1906 in New York) war ein deutscher radikaldemokratischer Revolutionär am Ende der 1840er Jahre und nach seiner Auswanderung in die Vereinigten Staaten von Amerika dort während der zweiten Hälfte des 19. Jahrhunderts Politiker. Im Kabinett von Präsident Rutherford B. Hayes leitete er von 1877 bis 1881 das Innenministerium.
In den Fürstentümern des Deutschen Bundes hatte sich Schurz der demokratischen Bewegung angeschlossen und war an der bürgerlichen Märzrevolution von 1848/1849 beteiligt, insbesondere in der letzten Phase der badischen Revolution von Mai bis Juli 1849. Zwei Tage vor der endgültigen Niederschlagung konnte er aus der von Bundestruppen eingeschlossenen Festung Rastatt ins Exil flüchten: Bis 1852 zeitweilig in Frankreich, der Schweiz und in Großbritannien, aber auch kurz inkognito in Preußen, um seinem wegen revolutionärer Aktivitäten inhaftierten Lehrer und Freund Gottfried Kinkel zur Flucht aus dem Zuchthaus Spandau zu verhelfen.
1852 wanderte Schurz mit seiner kurz zuvor geheirateten Ehefrau Margarethe in die USA aus. Dort wurde er zu einem der bis heute bekanntesten „Forty-Eighters“. Zunächst als Publizist und Rechtsanwalt tätig, wandte er sich später einer politischen, militärischen und diplomatischen Karriere zu. 1856 schloss er sich als Gegner der Sklaverei der neuen Republikanischen Partei an. Von US-Präsident Abraham Lincoln wurde er 1861 für etwa ein Jahr als Botschafter nach Spanien entsandt. Nach seiner Rückkehr diente Schurz im Sezessionskrieg ab 1862 in der Armee der Nordstaaten, zunächst als Brigadegeneral, zuletzt im Rang eines Generalmajors. Nach dem Sieg des Nordens über die konföderierten Südstaaten und deren Wiederanschluss an die Union wandte er sich als Staatsmann ganz der Politik zu. Er war der erste gebürtige Deutsche, der Mitglied des Senates der Vereinigten Staaten wurde.

## Leben

### Kindheit und Jugend
Geboren wurde Carl Schurz 1829 als Sohn des Landschullehrers Christian Schurz (1797–1876) und seiner Ehefrau Marianne, geborene Jüssen, in der Vorburg von Schloss Gracht in Liblar (heute zu Erftstadt gehörend) in der Nähe von Köln, das seit 1815 preußisches Staatsgebiet war. Er hatte drei jüngere Geschwister, Heribert (1830–1838), Anna (1833–1908) und Antoinette (1837–1923). Ab dem Schuljahr 1833/34 ging er zur Schule in Liblar, besuchte ab Ostern 1837 die Seminarübungsschule in Brühl und von 1839 bis 1846 das Marzellengymnasium in Köln. Dieser Vorläufer des Dreikönigsgymnasiums wurde damals wegen seiner Geschichte volkstümlich noch Jesuitengymnasium genannt, vom Jesuitenorden aber bereits nicht mehr unterhalten. In seinen Lebenserinnerungen schildert Schurz seine Beherbergung bei einer Kölner Handwerkerfamilie sowie die von ihm sehr geschätzte Pädagogik einiger seiner Lehrer. Aus finanziellen Gründen musste er die Schule verlassen und zog nach Bonn. Dort bestand er als Externer am 28. Juli 1847 die Reifeprüfung. Ab 1847 studierte er Philologie und Geschichte an der knapp 30 Jahre zuvor im Geiste der preußischen Bildungsreformen gegründeten Universität Bonn. Hier freundete er sich mit Professor Gottfried Kinkel an und schloss sich 1847 der Bonner Burschenschaft Frankonia sowie 1849 der Bonner Burschenschaft Normannia an. Im August 1848 wurde er der Sprecher der Frankonia und am 1. Dezember 1848 Präsident des neugegründeten demokratischen Studentenvereins in Bonn.

### Märzrevolution

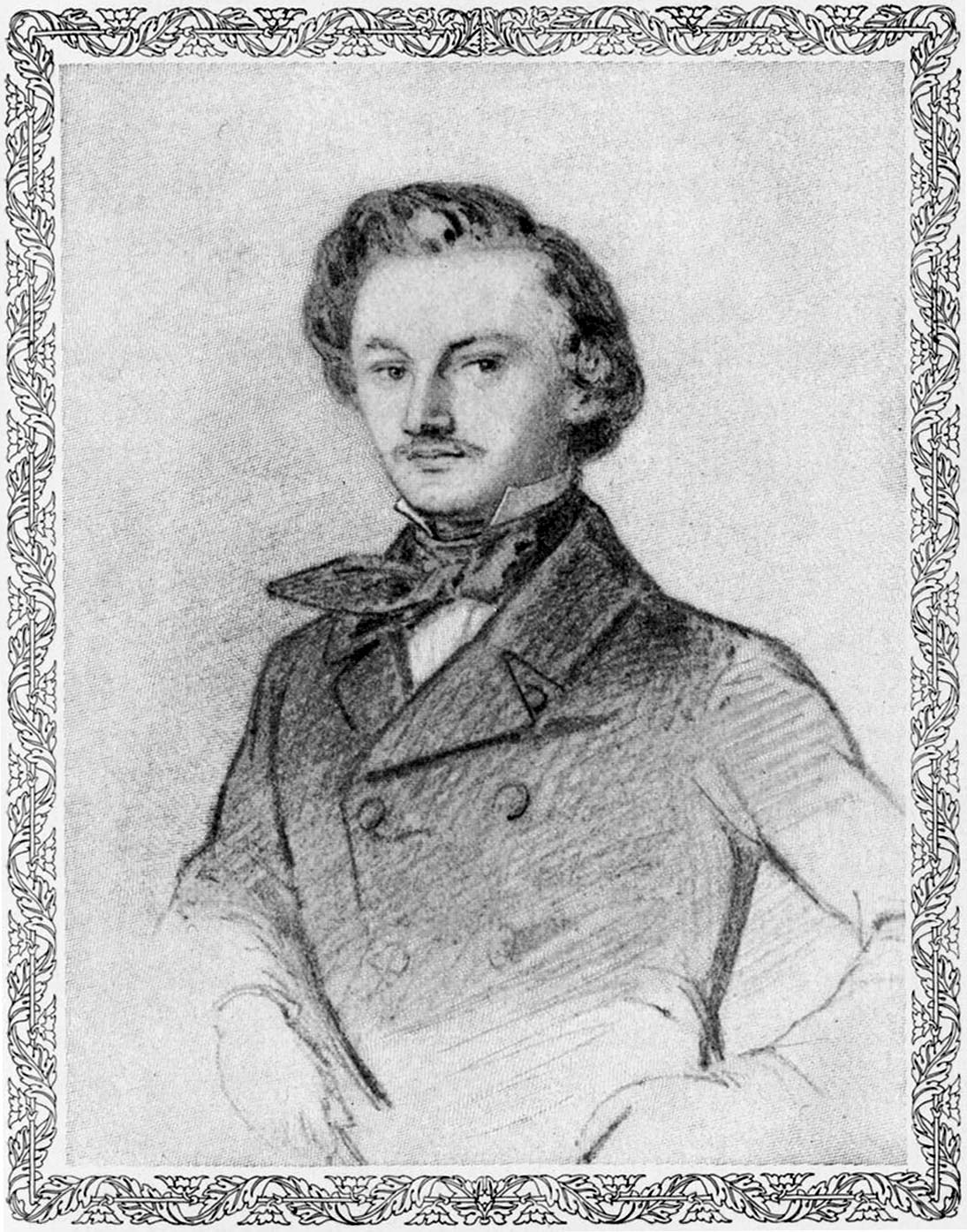
Carl Schurz als Student in London, Zeichnung 1851

Während der Märzrevolution nahm Schurz am 10. Mai 1849 am gescheiterten Sturm auf das Siegburger Zeughaus teil. Er begab sich 1849 über die Pfalz nach Baden in die Reihe der Aufständischen (vgl. auch Badische Revolution), wo er Adjutant von Fritz Anneke wurde, den er aus Köln kannte, und der die Artillerie der Pfälzischen Volkswehr befehligte. Nach der Niederlage gegen preußische Truppen konnte Schurz gemeinsam mit Albert Neustädter aus der Festung Rastatt durch einen Abwasserkanal entkommen und nach Frankreich ins Elsass flüchten. Von dort reisten die beiden illegal in die Schweiz. Dort trennten sich ihre Wege; Schurz gelangte am 11. August 1849 nach Zürich. Er erhielt von Gesinnungsgenossen Geld aus Bonn, wohnte am Rande Zürichs, unterhielt Kontakte zu anderen dort lebenden deutschen Revolutionsflüchtlingen und studierte historische und mit Blick auf die Aufstandserfahrungen auch kriegsgeschichtliche Werke. Ideen zu einer beruflichen Beschäftigung zerschlugen sich allerdings.
Im August 1850 reiste er nach Berlin; zur Tarnung benutzte er Namen und Pass seines Vetters Heribert Jüssen. Schurz befreite in der Nacht vom 6. auf den 7. November mit Hilfe des bestochenen Gefängniswärters Georg Brune seinen früheren Professor Gottfried Kinkel aus dem Zuchthaus Spandau und floh mit ihm über Rostock nach Warnemünde. Am 17. November 1850 reisten sie von dort mit einem Schiff des Rostocker Reeders Ernst Brockelmann nach Edinburgh in Schottland, wo sie am 1. Dezember ankamen. Noch im Dezember gelangten sie über London nach Paris. Dort wurde Schurz verhaftet und aus Frankreich ausgewiesen, so dass er am 13. Juni 1851 nach London zurückkehren musste. Wegen der Befreiung Kinkels wurde er am 12. September 1851 angeklagt, aber nicht verurteilt. Bis August 1852 lebte er in London in der Nähe des Regent’s Parks; er lehrte dort die deutsche Sprache und gab Musikunterricht. Schurz wurde im Vereinigten Königreich und in Frankreich ständig von preußischen Behörden überwacht.
Am 6. Juli 1852 heiratete er in London Margarethe Meyer, die später (1856) in der Freien Gemeinde zu Watertown (Wisconsin) den ersten Kindergarten in den Vereinigten Staaten gründete.

### Politiker in den Vereinigten Staaten

#### Aufstieg
1852 reiste Carl Schurz nach Philadelphia. 1855 wurde er dort ein Mitglied im Bund der Freimaurer, seine Loge war die Herman Lodge No. 125. 1856 siedelte er nach Watertown im Staat Wisconsin über und arbeitete dort als Landverkäufer. Er war bald einer der einflussreichsten Führer der aufstrebenden Republikanischen Partei und hatte großen Anteil an deren Wahlsieg von 1860, nicht zuletzt durch seinen Einfluss auf das Wahlverhalten der Deutschamerikaner. Daher ernannte ihn der gerade gewählte US-Präsident Abraham Lincoln bei seinem Amtsantritt zum Botschafter in Spanien.

Carl Schurz während des Bürgerkrieges in Generalsuniform

Schurz kehrte jedoch schon im Januar 1862 während des Amerikanischen Bürgerkriegs aus Spanien nach Amerika zurück, um in die Unionsarmee einzutreten. Unter Franz Sigels Führung stieg er als ungedienter Einwanderer innerhalb weniger Monate zum Generalmajor und Divisionskommandeur der Freiwilligenarmee auf. Schurz befehligte zumeist deutsche Freiwillige und nahm unter anderem an folgenden Schlachten teil: Zweite Schlacht am Bull Run, Schlacht bei Chancellorsville, Schlacht von Gettysburg, Schlacht von Chattanooga. Die amerikanische Presse suchte insbesondere nach der Schlacht bei Chancellorsville die Schuld bei den Deutschen. Eine zur Klärung dieser Vorwürfe von Schurz angeregte Verhandlung vor dem Kriegsgericht fand nicht statt. Im Jahr 1864 verließ er die Armee kurzzeitig, um am Wahlkampf der Republikaner für die Wiederwahl Lincolns teilzunehmen. Nachdem er das letzte Kriegsjahr in Stabsverwendungen verbracht hatte, verließ er 1865 die Armee.

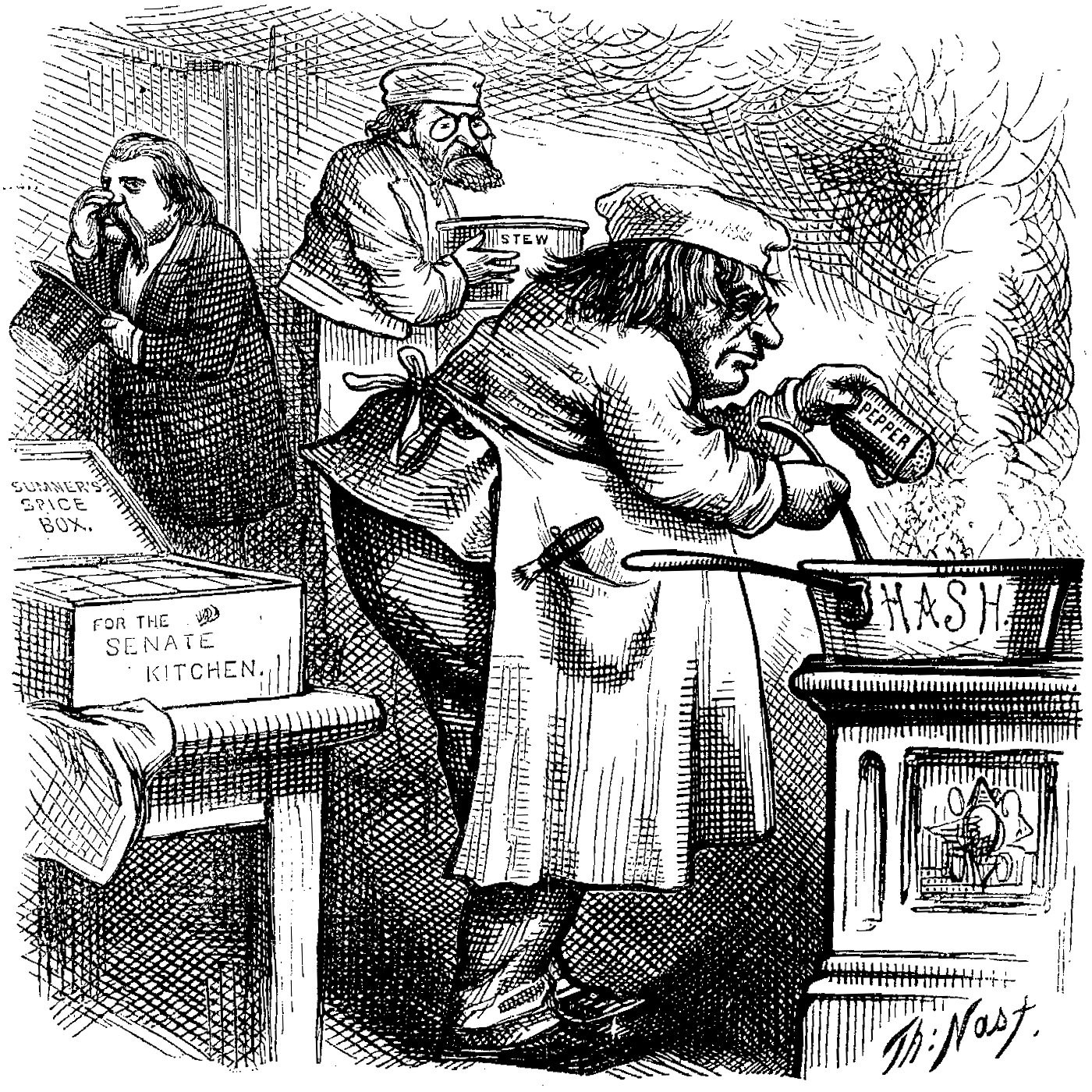
John A. Logan, Carl Schurz und Charles Sumner: „The Old Hash Warmed Up Again“ – Zeichnung von Thomas Nast aus Harper’s Weekly, 22. Juni 1872

Danach gründete Schurz in Detroit (Michigan) eine neue republikanische Zeitung, die Detroit Post. 1867 ließ er sich in St. Louis (Missouri) nieder, wo er Miteigentümer und Redakteur der von Emil Preetorius geführten deutschsprachigen Westlichen Post wurde. Im Jahr darauf traf er Otto von Bismarck in Berlin. 1869 wurde er in den Senat der Vereinigten Staaten gewählt, in dem er den Bundesstaat Missouri von 1869 bis 1875 vertrat. Schurz gehörte dort zusammen mit Charles Sumner zu den unabhängigen Mitgliedern der Republikanischen Partei und trat gegen die überhandnehmende Korruption unter Ulysses S. Grants Präsidentschaft ein. 1875 versuchte er, aus den gemäßigten Elementen der Demokraten und Republikaner eine neue, die sogenannte Reformpartei (Mugwump), zu bilden, gab aber den Versuch noch vor der Präsidentschaftswahl 1876 auf.

#### Innenminister

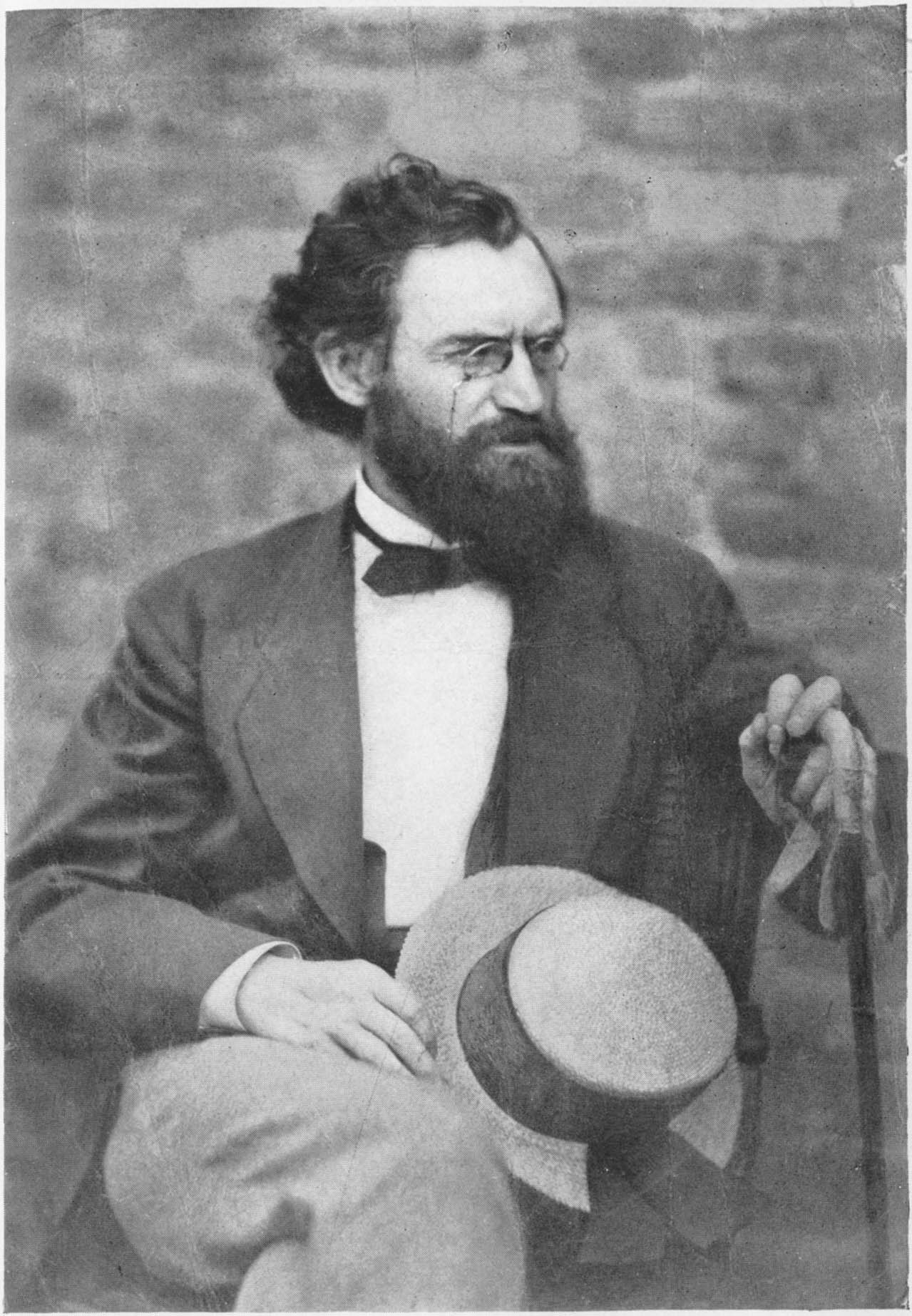
Carl Schurz, 1879

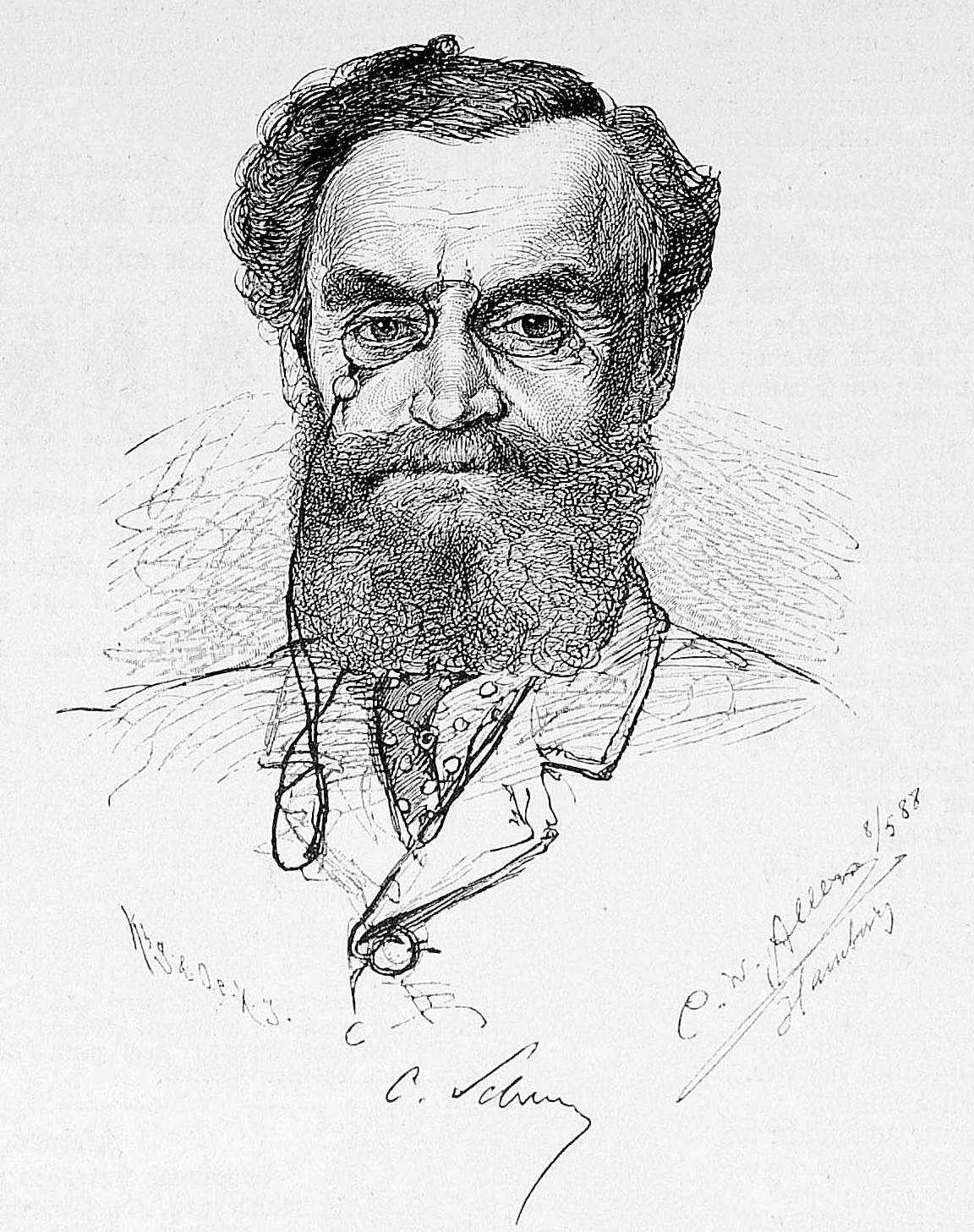
Carl Schurz gezeichnet von C. W. Allers am 8. Mai 1888

Carl Schurz, Zeichnung unbekannten Datums

Der gerade gewählte US-Präsident Rutherford B. Hayes (1877–81) berief Schurz als Innenminister in sein Kabinett. Schurz machte sich um die rasche Beendigung der Wirren nach dem Sezessionskrieg in den Südstaaten verdient und leitete einen Wandel der Indianerpolitik der Vereinigten Staaten ein, indem er diese – bis dahin wesentlich vom Kriegsministerium bestimmt und damit militärisch dominiert – einer zivilen Verwaltung unterzuordnen begann. In seiner Zuständigkeit versuchte er auch, die Bevölkerung für die Erhaltung der Wälder zu sensibilisieren.

#### Graue Eminenz
Von 1888 bis 1892 war er Vertreter der Hamburg-Amerikanischen Packetfahrt-Actien-Gesellschaft (HAPAG) in New York. Danach war er bis 1901 Präsident der National Civil Service Reform League.
Bis zu seinem Tod 1906 engagierte Schurz sich politisch. Dabei wurde er, der 1860 die Republikanische Partei mitbegründet und 1870 mit Abraham Jacobi die Social Scientific Society for Intercultural Relations (eine der ältesten deutsch-amerikanischen Gesellschaften) gegründet hatte, ein entschiedener Gegner der zunehmend globalen und imperialistischen Orientierung der Außenpolitik der Vereinigten Staaten vor allem unter Präsident Theodore Roosevelt, der den Einflussbereich der USA ab 1898 nach Ostasien und Lateinamerika ausdehnte. Schurz gründete 1898 zusammen mit Persönlichkeiten wie Mark Twain, William James und George S. Boutwell die American Anti-Imperialist League, die sich gegen den Spanisch-Amerikanischen Krieg und den Philippinisch-Amerikanischen Krieg einsetzte. Dabei griff er die Formulierung Right or wrong – my country! von Stephen Decatur junior auf und prägte sie in folgendem Satz: “Our country, right or wrong. When right, to be kept right; when wrong, to be put right.” (deutsch: „Unser Land, recht oder unrecht. Falls gerecht, gerecht zu halten; falls ungerecht, ins Recht zu setzen.“)
Carl Schurz starb in New York und wurde dort auf dem Sleepy-Hollow-Friedhof beerdigt. Mark Twain verfasste seinen Nachruf in Harper’s Weekly.

## Rezeption und Ehrungen
1964 verkörperte Edward G. Robinson Schurz im John-Ford-Western Cheyenne, 1968 spielte Christian Rode Schurz in der Filmbiographie Carl Schurz – Revolutionär und Staatsmann in zwei Kontinenten.
Herbert Kranz schrieb als Band 1 seiner historischen Erzählungen Der Weg in die Freiheit – Carl Schurz: Vom badischen Leutnant zum amerikanischen Staatsmann, der 1960 erschien. Ernst Röhl veröffentlichte 1992 Auf eigene Gefahr – Carl-Schurz-Roman im Verlag Das Neue Berlin.
In den USA bestand seit 1926 die liberale Carl Schurz-Vereinigung. Die Vereinigung organisierte Besuche von Amerikanern in Deutschland. Ziel war es, das schlechte Ansehen Deutschlands in den USA nach dem Ersten Weltkrieg zu heben. Wochen, nachdem Deutschland den USA den Krieg erklärt hatte, löste sich die Vereinigung im Januar 1942 auf.
1930 wurde zu Ehren von Carl Schurz in New York die Carl Schurz Memorial Foundation gegründet, die sich für die Pflege der deutsch-amerikanischen Beziehung engagiert.

### Ehrungen in Deutschland
- Viele Straßen wurden nach ihm benannt, beispielsweise in Aschaffenburg, Augsburg, Berlin-Spandau, Bonn-Duisdorf, Braunschweig, Bremen-Schwachhausen, Brühl (Rheinland), Duisburg, Düsseldorf, Solingen, Siegburg, Stuttgart, München, Magdeburg, Karlsruhe, Kaiserslautern, Köln, Krefeld, Rastatt, Pforzheim, Fulda, Halle (Saale), Heidelberg, Idar-Oberstein, Wuppertal, Mönchengladbach, Göppingen, Paderborn, Pirmasens, Heinsberg, Waghäusel, Leipzig, Bad Kissingen, Saarbrücken, Ulm, Nürnberg und Gießen. In seinem Geburtsort Erftstadt-Liblar wurden eine Straße, ein Platz und eine Sporthalle nach ihm benannt, in Hardheim eine Kaserne und in Rastatt ein Brunnen. In Frankfurt gibt es eine Carl-Schurz-Siedlung, und ein Gymnasium im Stadtteil Sachsenhausen ist nach ihm benannt. Fritz Kessler hat 1969 eine Aufstellung der Denkmäler und Erinnerungstafeln für Schurz veröffentlicht.[15]
- In seinem Heimatort Liblar steht eine Büste von Carl Schurz. Eine Replik dieser wurde auf Wunsch des Bundespräsidenten Frank-Walter Steinmeier im März 2022 im Schloss Bellevue aufgestellt.[16]
- Die Stadt Erftstadt und die Gesellschaft Pro Academia e. V.[17] zeichnen Menschen oder Vereine mit einer Carl-Schurz-Medaille aus. Die Steuben-Schurz-Gesellschaft fördert die deutsch-amerikanische Freundschaft.[18] Das Carl-Schurz-Haus in Freiburg im Breisgau ist ein deutsch-amerikanisches Institut für transatlantischen kulturellen Austausch; den gleichen Namen trägt ein Studentenwohnheim in Bochum. 1954 wurde in Bonn das aus amerikanischen Spenden finanzierte Carl-Schurz-Colleg eröffnet, das von Bonner Professoren geleitet wurde und ebenfalls den transatlantischen studentischen Austausch fördern sollte, bis es 1968 in ein normales Wohnheim umgewandelt wurde, seinen Namen indes noch über ein halbes Jahrhundert behielt. Schurz sind Briefmarken der französischen Besatzungszone in Baden 1949[19] und der deutschen Bundespost 1952 und 1976 gewidmet.
- In Bremerhaven wird im Stadtteil Weddewarden die frühere Carl-Schurz-Kaserne der US-Army in das Gewerbegebiet Carl Schurz umgewandelt. Am Carl-Schurz-Platz im Stadtteil Lehe steht das von der Carl-Schurz-Gesellschaft, Bremen, und der National Carl Schurz Association, Inc., Philadelphia, im Mai 1973 gestiftete Ehrenmal Carl-Schurz. Schurz gehörte zu den Millionen Menschen, die über Bremerhaven in die USA auswanderten.
- Eine Bundeswehrkaserne im baden-württembergischen Hardheim ist nach Carl Schurz benannt.
- Seit 2016 existiert eine Initiative, in Berlin die Kopie einer der beiden von Karl Bitter in den USA Anfang des 20. Jahrhunderts geschaffenen Carl-Schurz-Statuen mit den Namen anderer prominenter Forty-Eighters aufzustellen.[20]

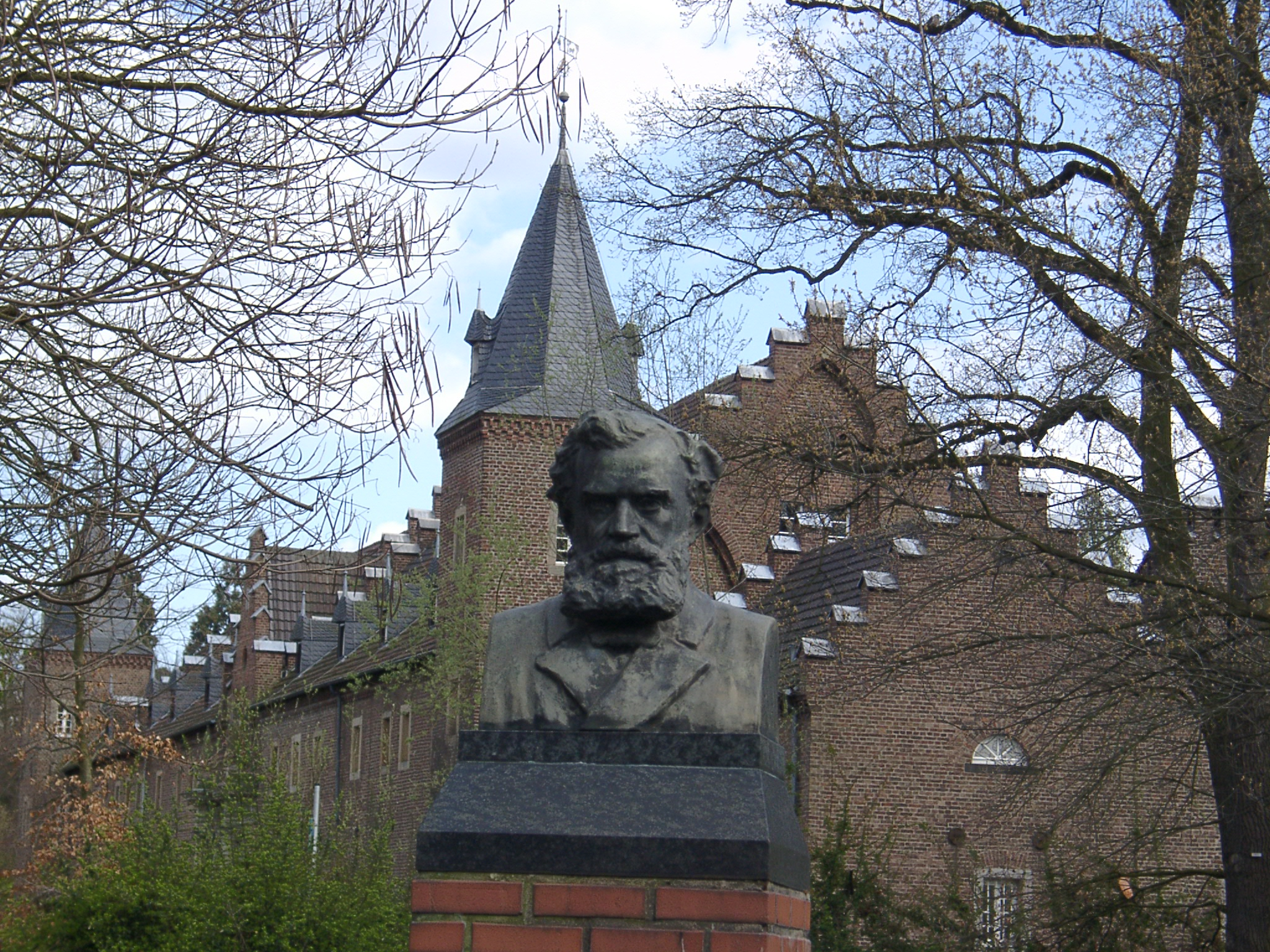
Schurz-Denkmal in Liblar mit Schloss Gracht im Hintergrund. Eine Replik steht im Schloss Bellevue.
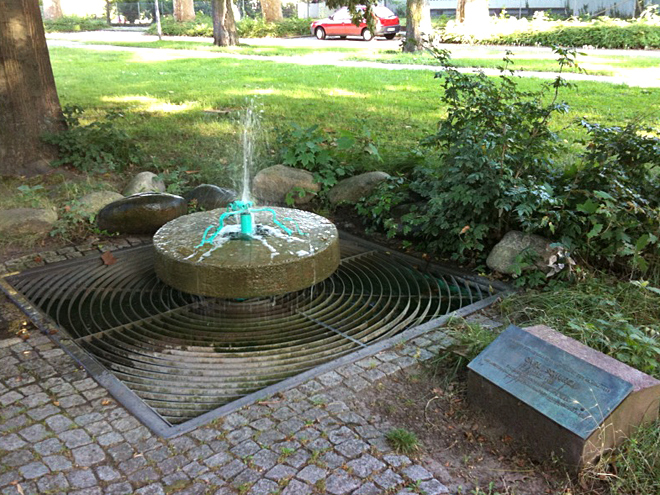
Carl-Schurz-Brunnen in Rastatt
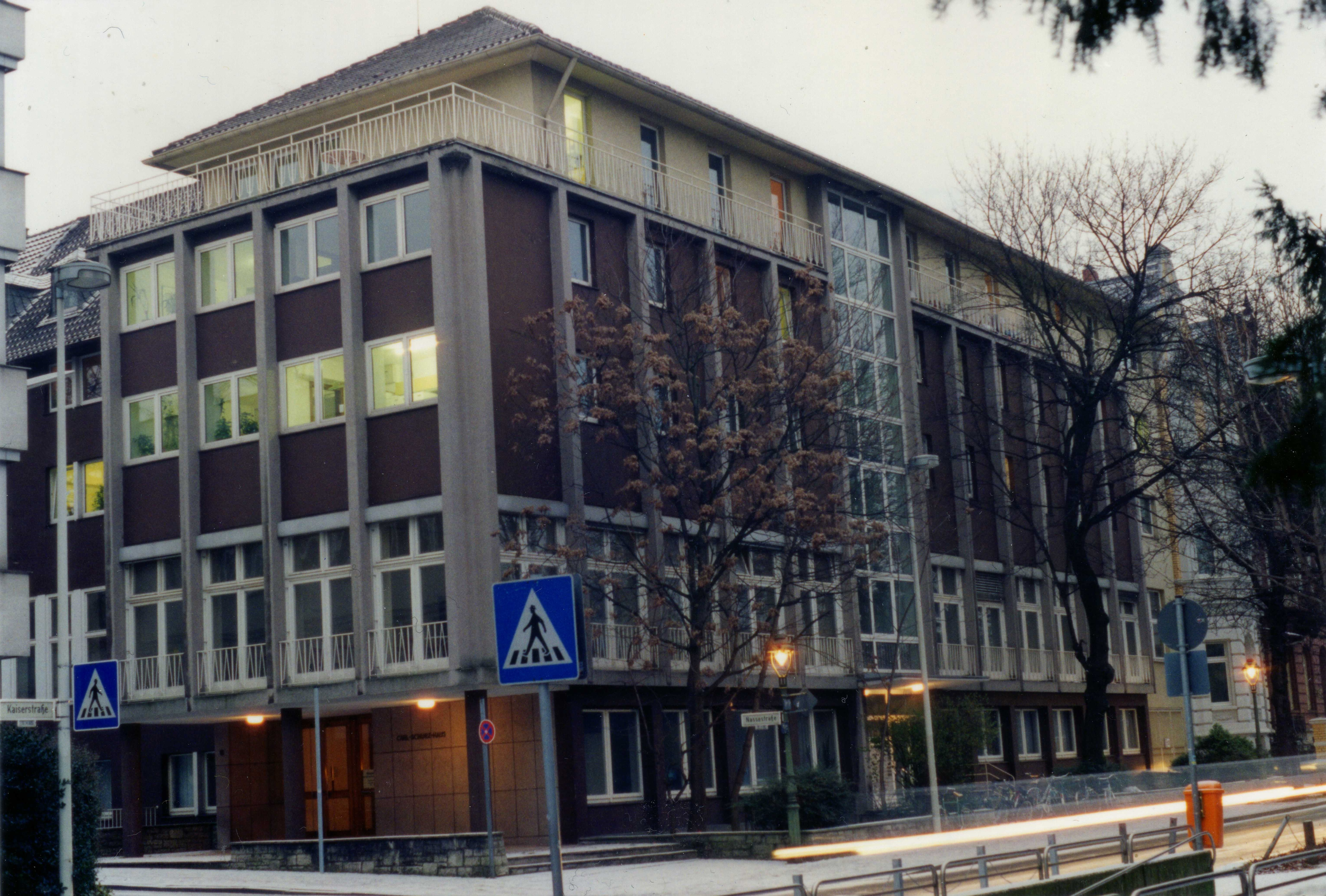
Carl-Schurz-Colleg in Bonn (1995, 40 Jahre nach seiner Einweihung)
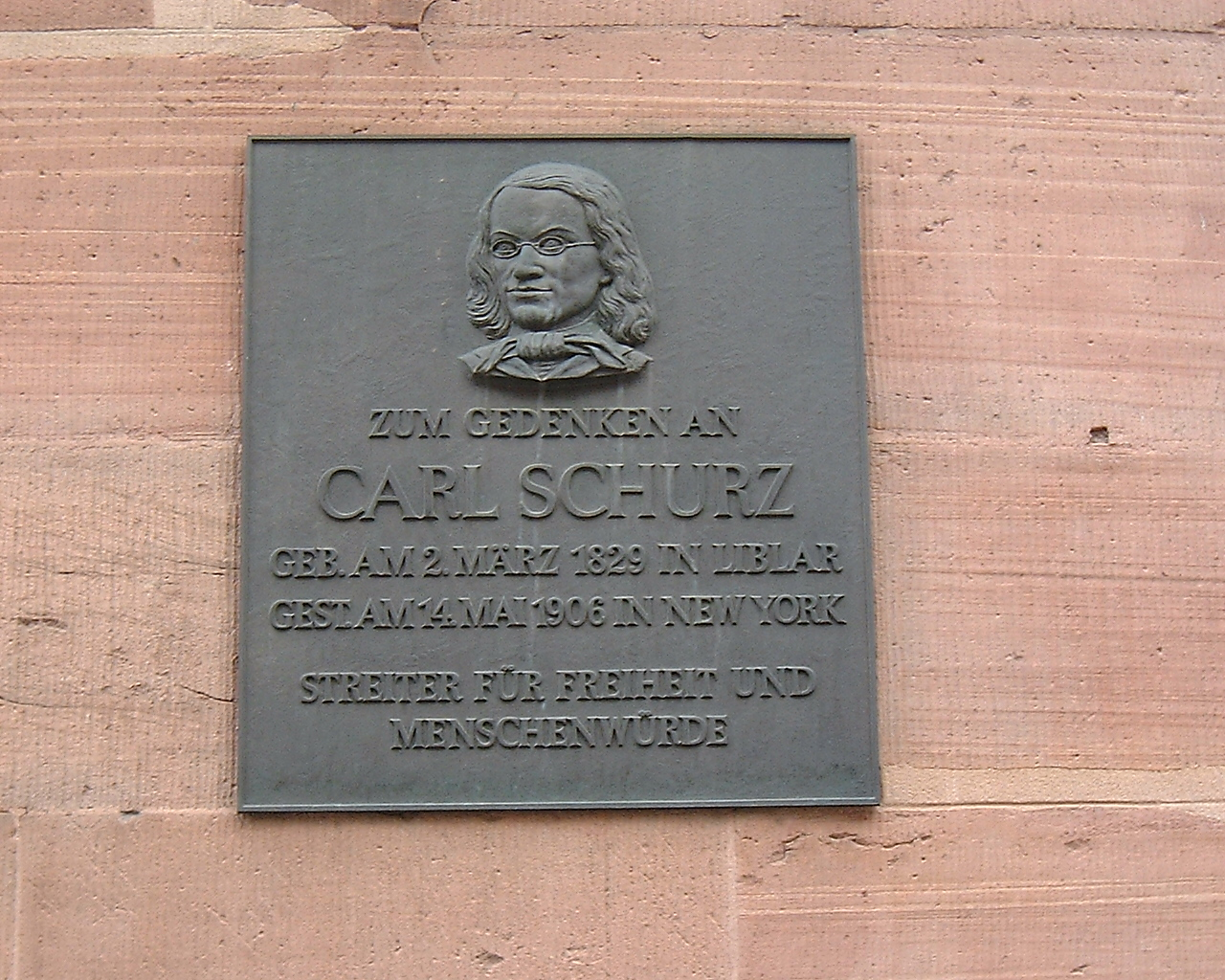
Gedenktafel an der Frankfurter Paulskirche
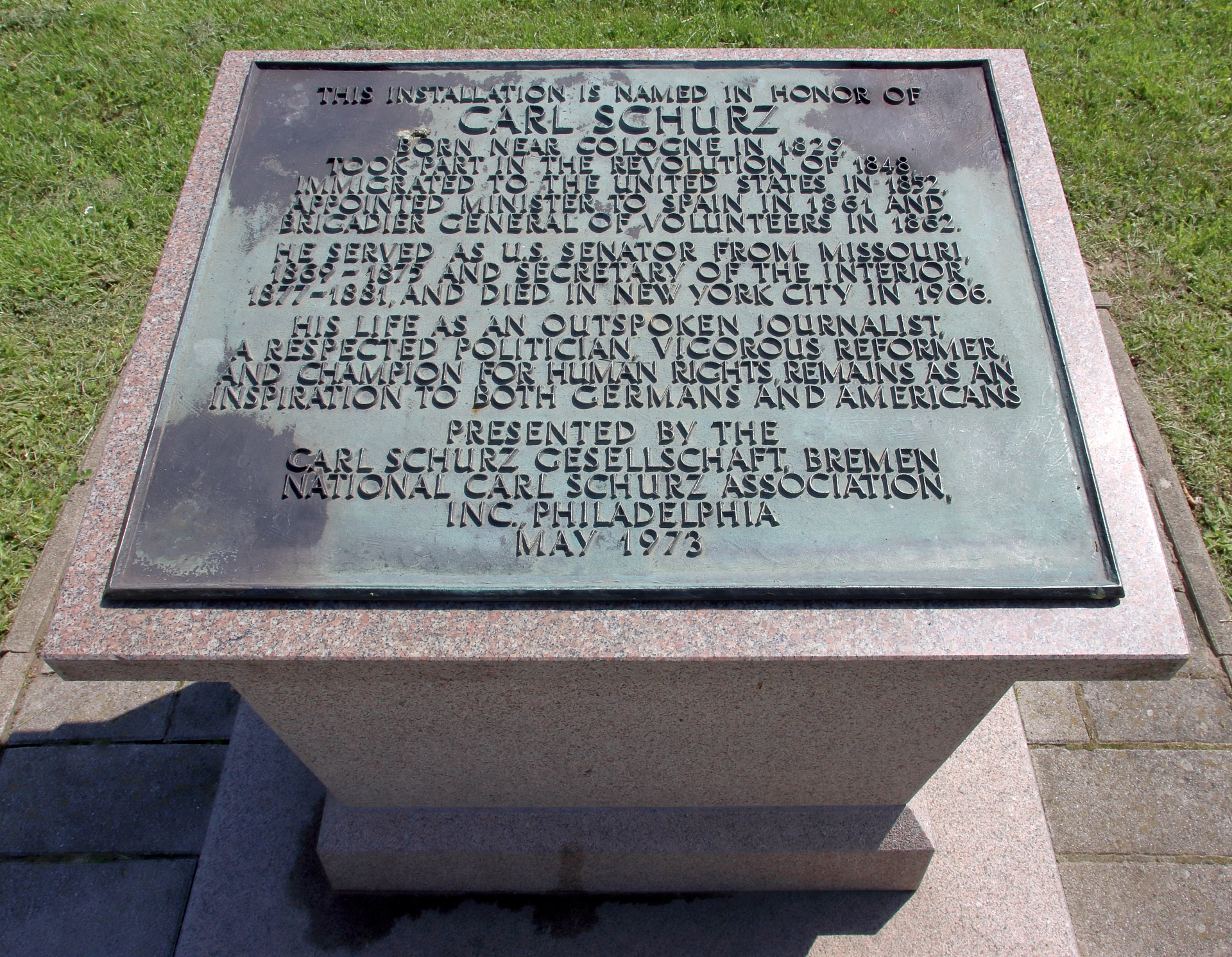
Ehrenmal Carl Schurz in Bremerhaven
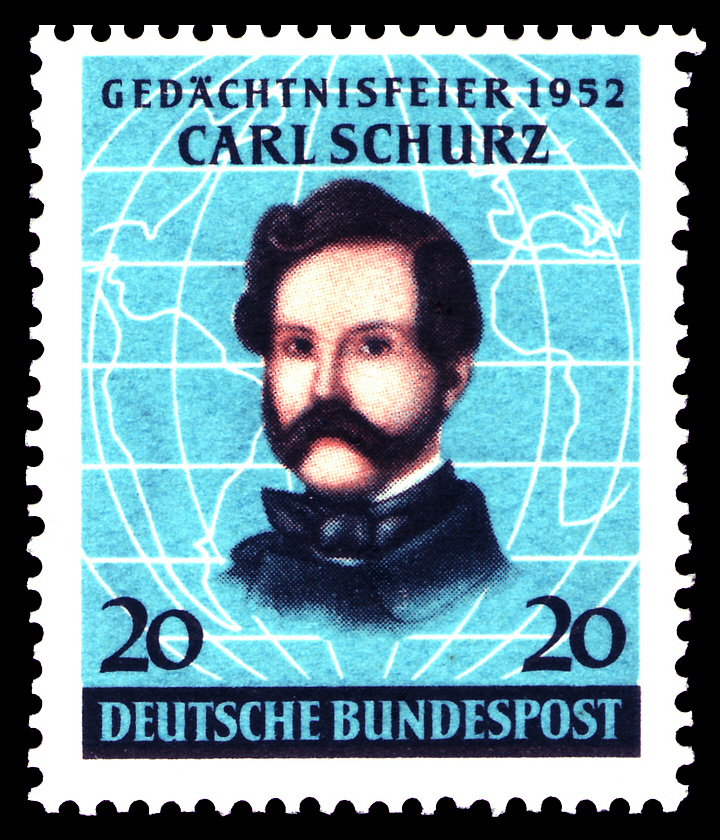
Briefmarke (1952) zum 100. Jahrestag der Ankunft von Carl Schurz in Amerika
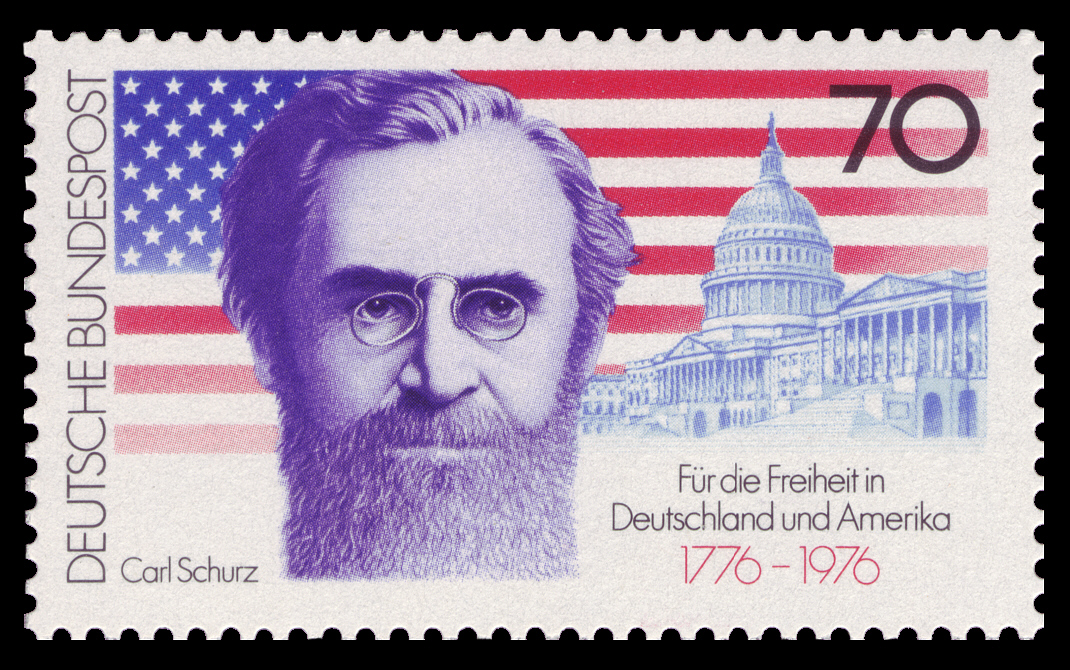
Carl Schurz Briefmarke (1976)
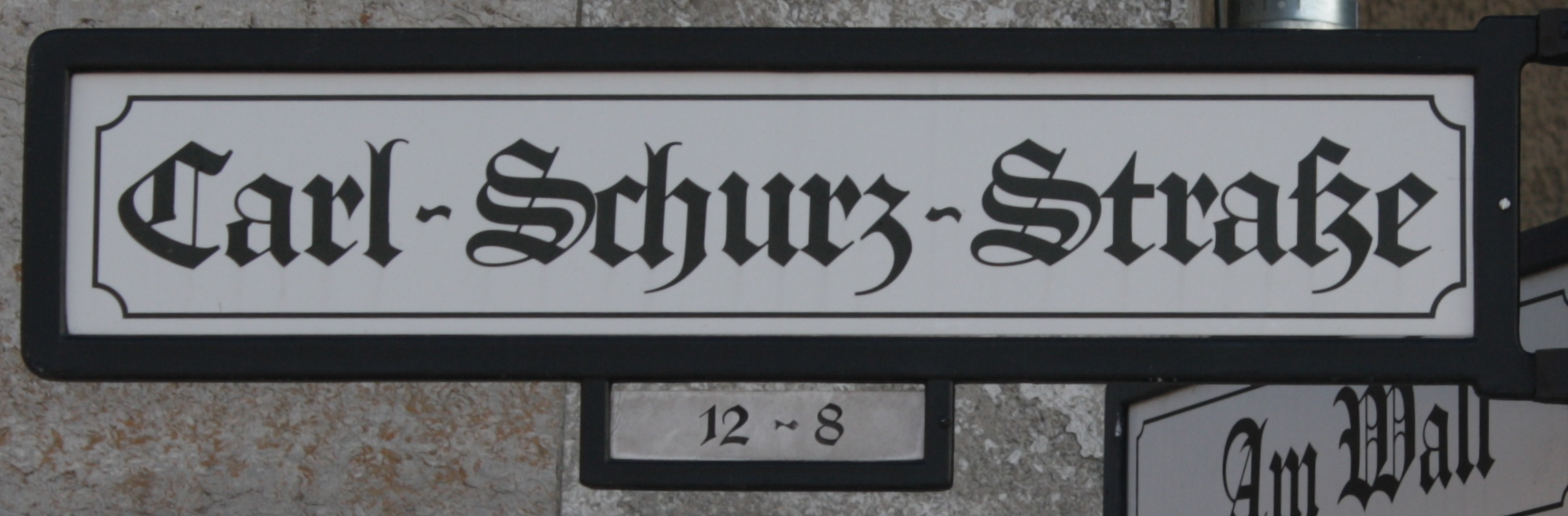
Carl-Schurz-Straße in Berlin-Spandau in der Nähe des Rathauses

### Ehrungen in den Vereinigten Staaten

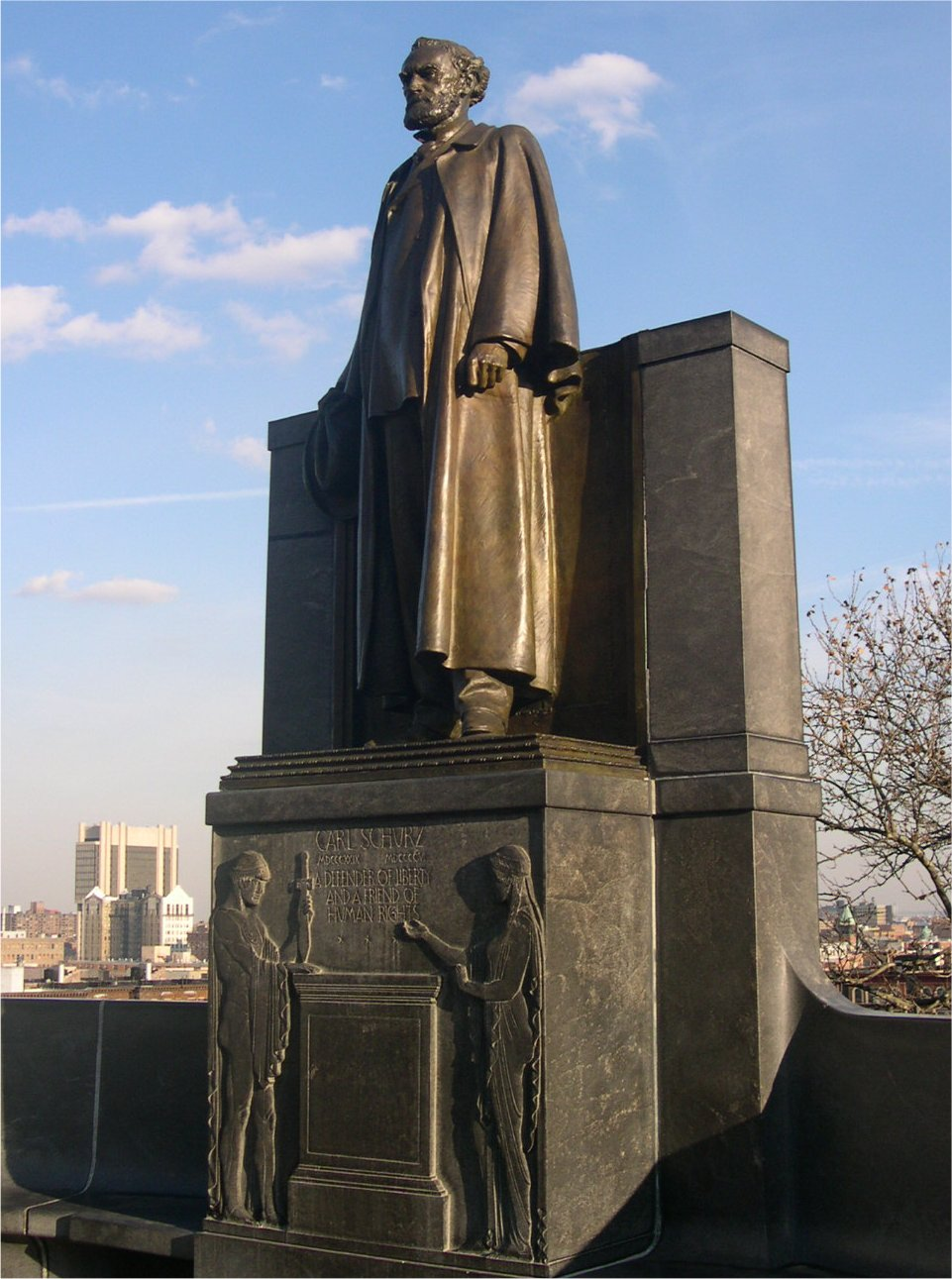
Statue in NYC

- Bronzestatue von Karl Bitter, New York City (1913), am Morningside Drive, Ecke 116th Street[21]
- Gewähltes Mitglied des National Institute of Arts and Letters[22]
- Carl Schurz Park, New York City, visavis Yorkville, 1910 nach ihm benannt
- Carl Schurz Park, Stone Bank (Town of Merton), Wisconsin, am Ufer des Moose Lake
- Naked-Truth-Denkmal für die drei Deutschamerikaner Carl Schurz, Emil Preetorius und Carl Daenzer mit der symbolträchtigen Bronzefigur „The Naked Truth“ („Die nackte Wahrheit“) in St. Louis im Mai 1914 von Wilhelm Wandschneider
- Bronzestatue von Karl Bitter (etwas kleiner als die in New York), Oshkosh, Wisconsin (1914) am Ende der Washington Ave am Ufer des Lake Winnebago
- Schurz High School, Chicago, erbaut 1910[23]
- Schurz Hall, Studentenwohnheim der University of Missouri – Columbia
- Carl Schurz Elementary, New Braunfels, Texas
- 4-Cent-Briefmarke von 1983
- Carl-Schurz-Kaserne (1945–1994) der US-Streitkräfte in Bremerhaven
- Mount Schurz, zweithöchster Berg im Yellowstone-Nationalpark (östlicher Bereich, nördlich des Eagle Peak und südlich des Atkins Peak); benannt im Jahre 1885 nach Carl Schurz von der United States Geological Survey aufgrund seiner Leistungen als US-Innenminister während der Hayes-Administration und für seinen Einsatz zum Schutze des Yellowstone-Nationalparks
- Schurz, das ehemals deutsche Kanonenboot Geier, das im April 1917, vor Hawaii ankernd, von der US Navy besetzt und nach ihm umbenannt wurde

### Kritik
Anfang der 2020er Jahre ist auch im Rahmen der postkolonialistischen Geschichtsschreibung Kritik an Schurz aufgekommen. Darin wird ihm in seiner Zeit als Innenminister (1877 bis 1881) vorgeworfen, die Zerstörung der indianischen Kultur durch Umerziehung der Kinder in staatlichen Schulen befördert zu haben, zum Beispiel in den von der Federal Boarding School Initiative der US-Innenministerin Deb Haaland, die von Laguna-Indianern abstammt, beauftragten Studien und in einem Aufsatz des Historikers Julius Wilm von 2022. In der Biographie des Journalisten Walter Keßler war dagegen noch betont worden, dass er im Gegenteil für seinen aus ihrer Sicht zu freundlichen Umgang mit Indianern von seinen Zeitgenossen zum Beispiel in Karikaturen angegriffen wurde. Außerdem wurde ihm vorgeworfen, als US-Senator mit dafür verantwortlich gewesen zu sein, dass 1877 die Reconstruction-Ära (Bestrebungen für die Gleichberechtigung von Schwarzen in den Südstaaten) gestoppt wurde, indem die Bundestruppen von dort abgezogen wurden. Die von Bundespräsident Frank-Walter Steinmeier geplante Aufstellung einer Büste von Schurz vor seinem Amtssitz Bellevue in Berlin wurde daraufhin im Mai 2022 vorläufig abgesagt. Steinmeier wollte mit Schurz einen liberalen Demokraten der 1848er Revolution in Deutschland ehren. Der Spiegel-Redakteur Dirk Kurbjuweit, der die Ehrung 2016 vorschlug, kritisierte dagegen die angeblich unhistorische Perspektive der Kritik an Schurz.

Schurz-Preetorius-Daenzer-Denkmal in St. Louis von Wandschneider
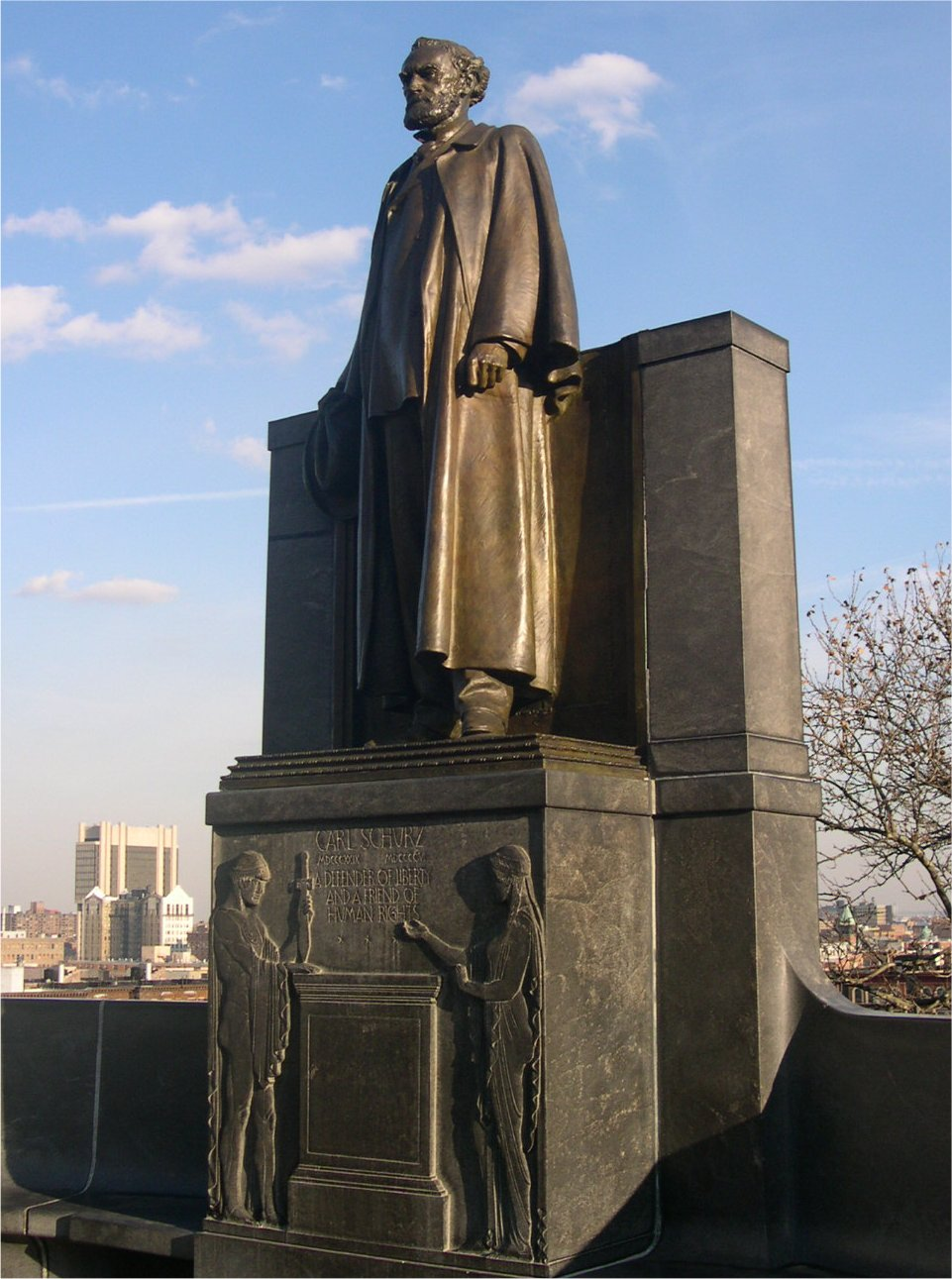
Bronzestatue von Karl Bitter, New York City, aus dem Jahre 1913, am Morningside Drive, Ecke 116th Street
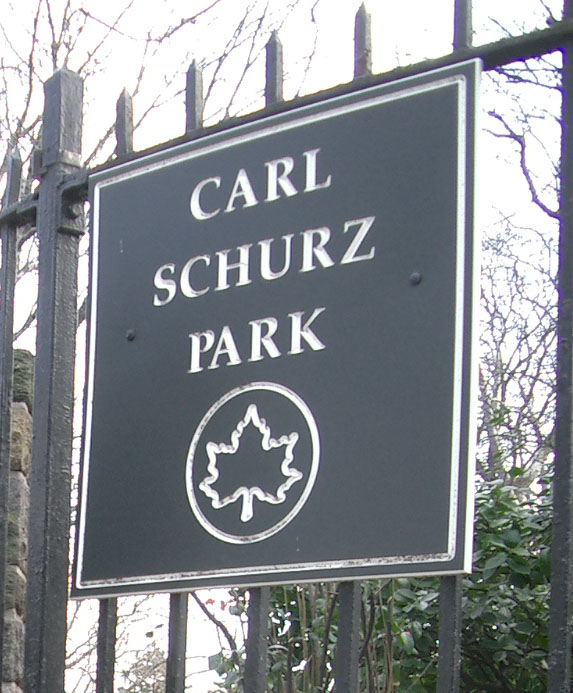
Carl Schurz-Park auf der Upper East Side in Manhattan, New York City

## Werke

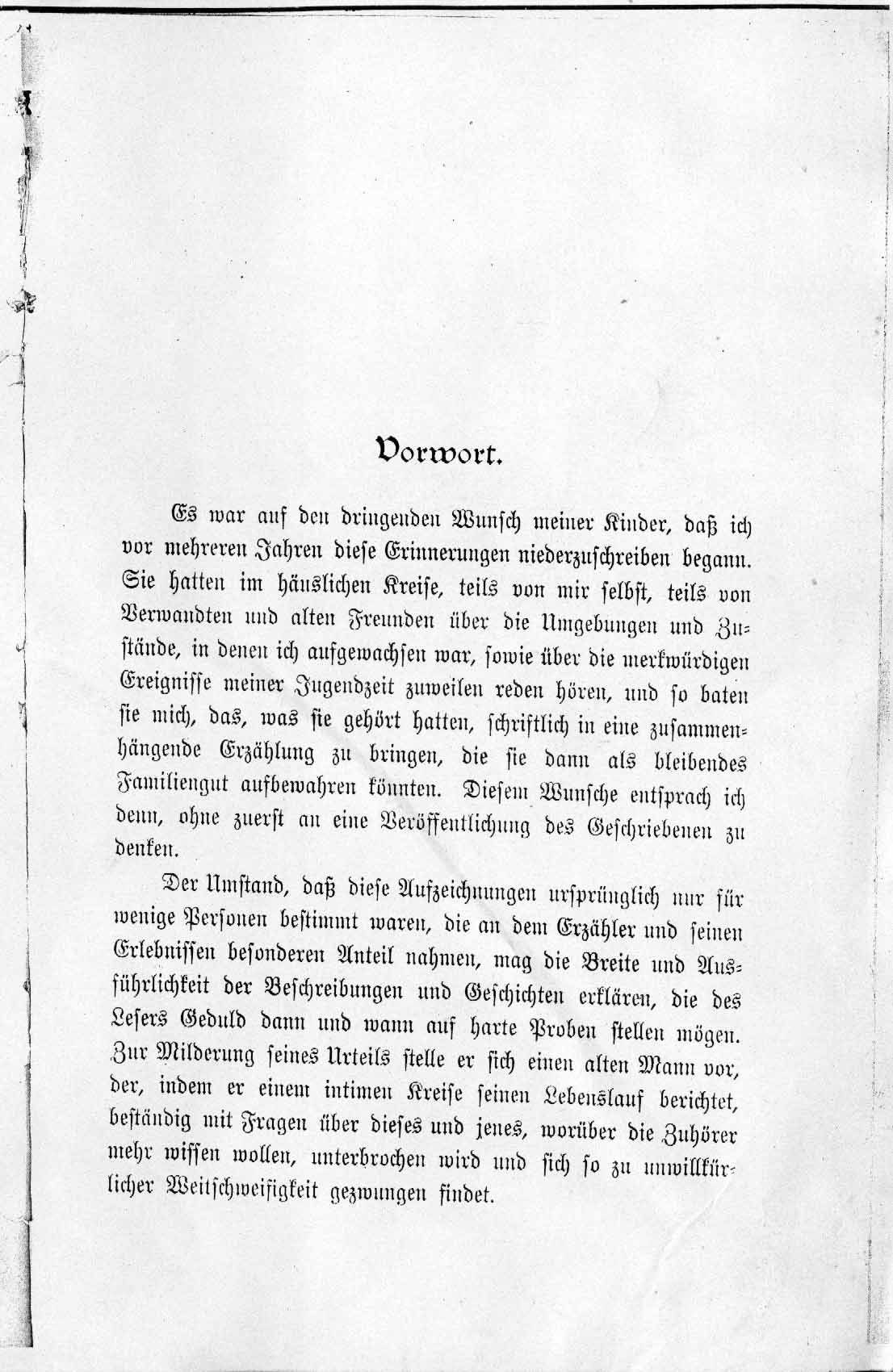
Vorwort der Lebenserinnerungen von Carl Schurz, Erstausgabe 1906

- Lebenserinnerungen. 3 Bände. Georg Reimer, Berlin 1906, 1907 und 1912 (Band 1 online, Digitalisat; Band 2 online, Digitalisat; Band 3 Digitalisat).
  - Neuausgabe von Band 1 und 2, herausgegeben von Daniel Göske: Wallstein, Göttingen 2015, ISBN 978-3-8353-1582-2 (mit einem Essay von Uwe Timm).
- Life of Henry Clay. 2 Bände. Houghton, Mifflin & Co., Cambridge, Massachusetts 1887 und 1899.
- Abraham Lincoln. An Essay. Hughton Mifflin Company, Boston und New York 1891 (deutsch: Georg Reimer, Berlin 1908).
- Charles Sumner. An Essay. The University of Illinois Press, Urbana 1951 (posthume Veröffentlichung).
- Intimate Letters of Carl Schurz 1841–1869. Hrsg. von Joseph Schafer. Historical Society of Wisconsin, Madison, Wisconsin 1920.
- Die Briefe von Carl Schurz an Gottfried Kinkel. Eingeleitet und hrsg. von Eberhard Kessel. Carl Winter Universitätsverlag, Heidelberg 1965.
- Speeches of Carl Schurz. J. B. Lippincott, Philadelphia 1865 (12 politische Reden).
- Speeches, Correspondence and Political Papers of Carl Schurz. Selected and edited by Frederic Bancroft. Six Volumes. G. P. Putnam’s Sons, New York und London 1913.
- Rüdiger Wersich (Hrsg.): Carl Schurz. Revolutionär und Staatsmann. Sein Leben in Selbstzeugnissen, Bildern und Dokumenten. Heinz Moos, München 1979, ISBN 3-7879-0139-6 (deutsch und englisch).
- Rüdiger Wersich (Hrsg.): Carl Schurz. Revolutionär und Staatsmann. Sein Leben in Selbstzeugnissen, Bildern und Dokumenten. / Revolutionary and Statesman. His Life in Personal and Official Documents with Illustration. Hebel-Verlag Rastatt und Stadt Rastatt 1999.